# Каппа Северной Короны
Каппа Северной Короны (лат. κ Coronae Borealis, HD 142091) — звезда в созвездии Северная Корона, находящаяся на расстоянии 31,12 парсека или 101,51 светового года от Солнца с видимой звёздной величиной +4.82. Это оранжевый субгигант К-типа с температурой около 4825 кельвинов, светимость мощнее солнечной почти в 4 раза. Звезда массивнее Солнца в 1.8 раза, радиус в 2.8 раза превышает радиус Солнца. Звезда удаляется от солнечной системы со скоростью 24 км/с.

## Планетная система
Каппа Северной Короны b — планета юпитерианского типа, которая была открыта в сентябре 2007 г. Масса планеты — 1,8 массы Юпитера, или 570 масс Земли. Расстояние от родительской звезды — 2,7 а. е.